# Glauxinema
Glauxinema är ett släkte av rundmaskar. Glauxinema ingår i familjen Diplogasteridae.
Kladogram enligt Dyntaxa:
| Glauxinema | \| \| Glauxinema armatum \| \| \| \| \| \| Glauxinema filicaudatum \| \| \| \| |
|            | \| \| Glauxinema armatum \| \| \| \| \| \| Glauxinema filicaudatum \| \| \| \| |
|            | Diplogaster                                                                    |
|            |                                                                                |
|            | Diplogasteritus                                                                |
|            |                                                                                |
|            | Fictor                                                                         |
|            |                                                                                |
|            | Mesodiplogaster                                                                |
|            |                                                                                |
|            | Mononchoides                                                                   |
|            |                                                                                |
|            | Pareudiplogaster                                                               |
|            |                                                                                |
|            | Paroigolaimella                                                                |
|            |                                                                                |
|            | Pristionchus                                                                   |
|            |                                                                                |
|            | Tylopharynx                                                                    |
|            |                                                                                |
|            | Glauxinema armatum                                                             |
|            |                                                                                |
|            | Glauxinema filicaudatum                                                        |
|            |                                                                                |

|  | Glauxinema armatum      |
|  |                         |
|  | Glauxinema filicaudatum |
|  |                         |